# Osek (gmina Nova Gorica)
Osek – wieś w Słowenii, w gminie miejskiej Nova Gorica. W 2018 roku liczyła 415 mieszkańców. 